# Ciudad Alianza
Ciudad Alianza est l'une des trois paroisses civiles de la municipalité de Guacara dans l'État de Carabobo au Venezuela. Sa capitale est Guacara, chef-lieu de la municipalité, dont elle constitue l'une des deux entités et ses quartiers occidentaux.

## Géographie

### Relief
La paroisse civile recouvre une étroite bande nord-sud dans la plaine de la rive septentrionale du lac de Valencia qui constitue sa limite méridionale. Elle a pour limite au nord l'autoroute dite « Regional del Centro » qui la sépare de la paroisse civile de Yagua elle-même plus accidentée dans sa partie occidentale. 

### Démographie
La paroisse civile est constituée de plusieurs entités démographiques dont celle à proprement parler de Ciudad Alianza, elle-même divisée en cinq entités ou « etapa » formant les quartiers occidentaux de Guacara, chef-lieu de la municipalité dont elle constitue l'une des deux divisions territoriales, parmi lesquels :
- Ciudad Alianza
  - Primera etapa
  - Tercera etapa
  - Quarta etapa
  - Quarta etapa baja
  - Quinta etapa
- Urbanización industrial El Nepe
- Urbanización industrial Heliacero
- Urbanización Prados del lago
- Urbanización Villa Alianza I
- Urbanización Villa Alianza II